# 左門くんはサモナー
『左門くんはサモナー』（さもんくんはサモナー）は、沼駿による日本の漫画。『週刊少年ジャンプ』（集英社）において、2015年43号から2017年27号まで連載された。『超巡!超条先輩』と世界観を共有している。

## あらすじ
私立算文（そろもん）高校に転校してきた左門召介。左門は転校初日に「趣味は悪魔召喚」という自己紹介をしたせいでクラスで孤立していた。
学級委員長の天使ヶ原桜は左門を心配して声をかけ続けたが、桜の世話焼きに対して左門は「大嫌い」と言い放つ。左門は善人が大嫌いで欲深い人間が好きというひねくれた性格の持ち主であり、しかも本物の召喚術士（サモナー）だった。
かくして桜を「地獄に堕ちるような人間」へと堕落させるため、桜は左門の召喚した悪魔から執拗な嫌がらせを受けるようになった。同時に、左門が引き起こす騒動を通じて良くも悪くも日常のトラブルを解決したりと、騒がしい日々を送るようになる。

## 登場人物

### 主要人物
左門 召介（さもん しょうすけ）
誕生日：6月6日 / 身長：178cm / 好きなもの:タコ料理 / 嫌いなもの：己を偽る人 / 特技：フリーハンドで正円が書ける・プロ級のギターの腕前
本作の主人公。私立算文高校2年B組に転入してきた、悪魔召喚が趣味と称する「召喚術士（サモナー）」。
白目部分が黒くなっている右目と、頭のトンガリがトレードマーク。黒のベストと指ぬきグローブを着用している。転校早々「趣味は悪魔召喚である」と自己紹介したため、重度の中二病扱いを受けて孤立状態にあった。　　
世間で言う所の「善人」が大嫌いで、逆に「悪魔に好かれるような欲深い性悪な人物」が好みという捻くれた性格の持ち主。クラス委員長として何かと世話を焼いてくる桜が学校レベルで有名な「良い人」であることを知り、桜を「地獄に落ちるような人間」へと堕落させるために、悪魔を用いた嫌がらせをしょっちゅう仕掛けるようになる。非常に私的で些末な理由で悪魔を度々呼び出しており、悪魔側からの評判は最低。地獄ではネビロスを会長に「左門召介被害者の会」が結成されているほどだが、全ての悪魔と険悪な訳ではない。
物語開始当初は横暴で傲慢な性格が目立ち、人命すら軽んじる冷血漢といった印象だった。しかし、回を重ねるに連れ「虫が大の苦手」「猫好き」「体力がまるで無い」「負けず嫌いで非常に子供っぽい（のに、子供扱いされるのは死ぬほど嫌い）」といった数々の弱点が明かされていき、酷い目にあうことや変顔を見せるコミカルな一面も多くなった。また強い者には迎合する一面もあり、輪に痛めつけられた後は彼女を「妹様」と呼び片腕（自称）として付き従っている。これらの性格が明らかになって以降「カス虫」とあだ名されるようになる。
体力がなく、自転車にも乗れないほどだったが輪に鍛えられ乗れるようになった(しかしその後しばらく輪の足がわりにされる)。一方で学業は非常に優秀で、全教科満点である。
前述の性格のため学校内の評判は悪いが、九頭龍芥とは何度かの騒動を経て、悪魔以外では初の悪友となった。度々2人で遊んだり学校を巻き込んだ悪だくみをしたりしている。タコ料理や甘い物が好物で昼飯はドーナッツ、夕飯はたこ焼きを食べるなど、桜からは「悪魔より先に病気に殺される」と心配されていたほどの偏った左門の食生活も、九頭龍に弁当を毎日作ってきてもらうことで劇的に改善された。今では九頭龍に冷たくされたり見捨てられたと思い込んだ際にはひどく落ち込むほどの存在である模様。作中で左門を「相棒」と呼んだのは彼のみであり、また捻くれた左門が「ありがとう」と素直に礼を返した事があるのも彼のみである。 　
また、後輩の加護小鳥に対しては左門は大変好意的である。母親との家庭問題と友達がいない悩みを助けたことがあり、その後も学校で九頭龍と騒動を起こす時にもターゲットから外して贔屓するほどだが、その一方で小鳥が部活を自分で決められずに安易に自分を頼ろうとした際には厳しい態度も見せており、本当の意味で良い先輩として接している。
実家は祓魔士（エクソシスト）の名家だが、幼少時、ずっと友達が欲しかった左門はこっそり召喚術を学び、初めて試みた悪魔召喚で悪神アンリ・マユを呼び出した。二人とも孤独で、始めての召喚相手であり、お互いの事が確かに「大好き」ではあるのだが、アンリと左門で自分の中の最大限の好意を示す単語がお互いに違うのがきっかけで、左門は人の身で悪神よりも強くなり彼女に認めてもらうという夢を抱き、召喚術士の修行に明け暮れるようになる。
人気投票では左門召介では2位､カス虫では13位､左門召介のトンガリは21位。
天使ヶ原 桜（てしがわら さくら）
誕生日：10月4日 / 身長：155cm / 好きなもの：甘辛手羽先 / 嫌いなもの：特になし / 特技：全く警戒されずに鳩などを捕まえられる
本作のヒロイン兼語り手で、私立算文高校2年B組。通称「てっしー」。
ごく自然に人の世話を焼く無欲で優しい性格の「良い人」である少女。1年前の社会科見学のバスの中で、酔った下呂の吐いた吐しゃ物を咄嗟に手で受け止め、嫌悪の表情も見せずに下呂の心配をしたことでその人格者ぶりが校内中に知れ渡り「天使」「仏」と呼ばれるようになった。その後学級委員長に推薦されたが、転校直後からクラス内で孤立していた左門に対して世話を焼いたことで逆に目をつけられ、左門から執拗な嫌がらせを受ける羽目になる。
ブーシュヤンスタとベヒモスの二人を毎日張り付かされて能力の洗礼を受けるなど、日常生活ではかなりの苦労を強いられているが、それで左門を恨んだり嫌ったりする様子は見せず、普通に友人として接している。その優しさと器の大きさから、クラスメイトはおろか学校中から「天使キャラ」として慕われており、非公認のファンクラブすら存在している（筆頭は下呂で、その後ある一件で「新生天使ヶ原騎士団」へとパワーアップした）。幽界に行った際には、ネビロスをはじめとする悪魔たちすら魅了してしまった。また、キュバクラ（サキュバス経営のキャバクラ）で一度バイトしてからは、桜を目当てにさまざまな悪魔が来店するようになったほどである。悪魔から日々カス虫と罵られる左門とは対照的に、関わった悪魔の多くから好感または好意を持たれている。特に常時取り憑いているベヒモスとブーシュヤンスタは、祓の能力で桜から引き離された時に涙を流して悲しんでいた。幼少期から周囲に「いい子」「天使」などと言われてきため、サキュバスから「悪女」と呼ばれた際は逆に少々うれしそうにしていた。他人からの押しには弱く、学級委員長になったのもそのためである。
黒髪ボブカットの美少女で、作者の沼曰く「美人すぎない美人」なイメージ。胸も大きめでスタイルもいいが、ベヒモスの魔力や左門の嫌がらせに堪えたりジョギングしたりと、年頃の少女らしく体重は気にしている。羞恥心も強い。学業は左門ほどではないが優秀で、全教科90点台をとるほどである。
基本的に穏やかで人当たりがいいが、左門たちにツッコミを入れる時やキレた時には乱暴な、またはドスの効いた男言葉になる。本気で怒った時は、悲恋でさえ恐れをなして逃げるほど怖い。
また、上記のように手羽先が大好物で、手羽先が絡むと普段の性格とは正反対な凶暴で好戦的な性格になる。輪はもちろん、左門や九頭龍はその時の彼女を「手羽先お化け」と呼び恐れている。
大の子供好きで「手羽先の次に子供が好き」と言って憚らない。左門がネビロスによって10年前の姿に戻された時には、ヨダレを出して抱きつくほど。
不良の妹の輪には姉として厳しく接しているが、母親の環には勝てない様子である。左門と九頭龍曰く「天使ヶ原家の中ボス」。他、街の不良グループからは輪や悲恋との関係を見て「この街の支配者」「影の黒幕」と恐れられている。
人気投票では1位。
名前は「天使」と「サークルクラッシャー（サークラ）」に由来。天使ヶ原家は名前が「わっか」に由来するが、彼女の名前のみ直接的なネーミングではなく「輪（和）を乱す、非悪意がトラブルを生む」という負の意味からの命名されている。

### 私立算文高校

#### クラスメイト
嬉村 笑美（きむら えみ）
誕生日：10月10日 / 身長：148cm / 好きなもの：カレー / 嫌いなもの：じっとしていること / 特技：フリーランニング
桜と悲恋の親友。最近はなりゆきで左門や九頭竜、アンリと行動を共にすることも多い。ポニーテールで小柄な少女。男勝りな性格で口調も男言葉である。陸上部に所属しており、運動神経がいい。非常に負けず嫌いで根性があり、左門・九頭龍ペアとマラソンで勝負した際には常人では立つことすらままならなくなるベヒモスの食欲ビームを受けてなお走り続けた。人呼んで「2-Bの韋駄天」。一方で勉強はかなり苦手で、前期学年順位は300人中298位。
貧乳で本人もそのことを気にしており、それに触れられると前後の見境が無くなるほど怒る。作中では「胸が可愛い人」「痩せた大地」「竹を割ったような胸」「平野」などと言われている。九頭龍、悲恋の3人の中で唯一悪魔の存在を知らず、プラズマ的現象､ベヒモスは着ぐるみだと思っている。
人気投票では8位。
嫌田 悲恋（やだ かなこ）
誕生日：7月7日 / 身長：174cm / 好きなもの:風を感じる乗り物 / 嫌いなもの：カップル / 特技：トランプの束を手で千切れる
桜のもう1人の親友で、通称は「ヤーさん」。眼鏡をかけたおかっぱ頭で長身の少女。一見クールな文学少女風だが、実際は男にモテず普段からイライラしている血の気の多い「超肉食系」武闘派女子であり、口調も男言葉で荒々しい。体もかなり強靱で、彼女の足を引っ掛けようとした下呂が逆に足を骨折したほど。人呼んで「2-Bの毘沙門天」。学業は笑美と同様に悪く、前期学年順位は300人中296位。眼鏡は伊達であり、視力は2.0。
不良グループ「仏血霧（ブッチギリ）」の初代頭目であり、現頭目の輪の先代にあたる。その筋では「生ける伝説」と呼ばれている。
前述の通りモテないが、顔立ちは整っていてスタイルもよく、桜は「性格を隠せばモテる」と評している。作者の沼も「仲良し女子三人組の中で最も美人だと思って描いています」「鍛え上げられた肉体と相まって、容姿に関して言えば芸術品のように美しいことでしょう」とコメントしている。茨木童子からは一目ぼれされており告白もされているが、悲恋は彼からの言葉を喧嘩の啖呵としか受け取れず全く気付いていない。しかし、茨木童子がバンドのライブを通して再度告白した際には、彼の気持ちに気付かないものの再度ライブをする際には招待するよう声をかけるなど評価は改めつつある。
人気投票では11位。
九頭龍 芥（くずりゅう かい）
誕生日：9月3日 / 身長：169cm / 好きなもの：金、じぶん家 / 嫌いなもの：借金 / 特技：空気を読まない
左門の親友で、元々は悪魔の力を借りて金儲けをする目的で左門に近づいてきた悪ガキ。考えが浅いうえに金に汚く、楽に金を稼ぐためならプライドも容易に捨ててしまえる欲の塊のような性格で、左門いわく「のび太君から将来性を差し引いたような人間」。毎度のように悪魔絡みでひどい目に合うが、全く懲りない。アンリや下呂など第三者が左門と桜を観察している際には、「※やわらかいゴミ」「※お馴染みのゴミ」などと表現され、背景のごとく扱われている。理由は不明だが学内でも評判のクズとして知られている。
召喚の瞬間を目撃した旨の発言をしており、そのため悪魔を視認可能である。カブトムシ取りの際に喧嘩してから左門と仲が悪かったが、笑美のランニングの妨害のために手を組んで以来馬が合い、なにかと左門と行動するほど仲が良くなる。左門がシェイプシフタに居場所を奪われそうになった際には、スネる左門を一度見捨てたような態度を取りつつもまた励ましに戻ってくるなどよく気にかけている。また、一度殺されかけたベヒモスに畏敬の念を抱くようになった。左門と手を組み、「クズ王」「帝王クズ」として学校を支配しようと企んだ事があるがいずれも失敗に終わっている。
左門と同様に体力はない。笑美や悲恋ほどではないが学校の成績も悪く、前期学年順位は300人中287位。その反面料理が得意という家庭的な一面をもち、九頭龍の作ったお粥の弁当を食べた左門はあまりの美味しさに涙を流し、着ていた服がはじけ飛ぶほど。その後左門からお礼をもらう代わりとして、悪魔たちが取ってきた食材を使って左門に弁当を作ってあげている。
人気投票では3位。
下呂 斗士矢（げろ としや）
1年生の時の校外学習の移動のバスで気分を悪くした生徒。隣席の桜が吐瀉物を素手で受け止めてくれた。そんな桜に惚れ込み、「天使ヶ原桜非公認ファンクラブ」の筆頭を務めるようになった。
桜に恋愛の気配を察知するたびに吐き気を催すため、その体質を活かして桜周辺の恋愛色を測定する「下呂ジャッジ」という独自のシステムがファンクラブで使用されている。下呂がゲロしそうになったら有罪（ギルティ）、ちょっと気分が悪くなる程度なら無罪（ノットギルティ）である。
あることがきっかけでファンクラブの力不足を痛感し一度解散させる。その後「新生天使ヶ原騎士団」として生まれ変わらせた。
テニス部の2年生であり、部員の信望もある。必殺技は「ゲロ式ドロップ」。
作中では彼の下の名前は登場していないが、最終巻（10巻）の質問コーナーで明かされている。

#### その他の生徒
祓 正義（はらえ まさよし）
誕生日：1月11日 / 身長：175cm / 好きな物：上杉謙信 / 嫌いな物：甘味 / 特技：利き塩
私立算文高校2年A組に転入してきた祓魔士（エクソシスト）。白ランとグローブがトレードマーク。
祓魔士の名門であった左門の実家の門下生であり、桜同様、左門から嫌がらせを受けた過去を持つ。その経験から左門の悪魔の使い方には詳しいようで、戦った時にも危なげなく悪魔を処理していた。戦う時にはもっぱら体術で悪魔を止める。不幸話の引き出しがすごい。真面目で純粋な性格だが、少々天然ボケでずれたところもある。
祓魔士としての実力は本物で、祓が使用した札によってブーシュヤンスタとベヒモスは桜に全く近づけなくなり、最強の悪神であるアンリにも有効だったほどである。
着用している白ランは、四国八十八ヶ所（所謂お遍路）を三周することで魔物への抵抗力を極限まで高めた対魔装甲である。グローブは聖別の為された銀繊維を用いており、聖水に浸した後に大相撲で土俵を清めるものと同様の粗塩に一晩漬け込んだ聖拳である。
祓魔士の名家に生まれながら召喚術士になった左門を「堕ちた」と言い敵視している。桜のことは、悪魔に魅入られて左門の手先になった人間だと思い込んでいる。
浄化のため盛り塩を多用する癖があり、校内の要所や食事にもかけるため、そのまま「盛り塩」があだ名になっている（作中では塩で結界をつくり悪魔の接近を防いだり、「盛り塩ビーム」という必殺技を放っている）。また、同様に浄化目的で油もよく使うため「もこみち」とも呼ばれている。
上記のような行動から周りからは距離を置かれていたが、ドッジボール対決で左門の妨害に屈することなく根性を見せ勝利したことで受け入れられるようになり、女子から塩をプレゼントされたりと他のクラスメイトたちからの人気は高い。
実は幽霊の類が大の苦手で、そういった状況に遭遇したときは塩を自分に叩きつけるなどの異常行動に出る。ただし祓魔士なので「悪魔」は平気で、左門が召喚するウィルオウィスプは「悪霊」だがギリセーフらしい。
人気投票では15位。
加護 小鳥（かご ことり）
誕生日：7月4日 / 身長：150cm / 好きなもの：高所 / 嫌いなもの：閉所 / 特技：声帯模写
算文高校1年の女子。箱入り娘同然に育てられたらしく、良く言えば純真無垢、悪く言えば世間知らずになっていた。左門のいい加減なレクチャーを真に受けたりするなど天然な面もある。上述の性質に加え内向的な性格が災いし、友達と遊びたいと思いながらも、過干渉を行う母親に逆らえないでいたが、左門が背中を押したことで母親に真っ向から自分の意見を言い放つことができた。その後は同年代の友達とも仲良く遊んでいる。
驚異的な模倣の達人で、左門の言動や顔芸をコピーしたり、運動部の見学に行った際には部員の動きを一度見ただけで完璧に再現し「完全無欠の模倣」や「コピー忍者のコトリ」と称される（天使ヶ原いわく「その呼び名が既に模倣（パクリ）」）。そのため数多くの運動部から入部の誘いを受けるが、最終的には演劇部に入部した。
左門に助けてもらったことを感謝しており、彼には恋心に近い好意を抱いている。
人気投票では12位。

#### 教師
押江 諭（おしえ さとし）
算文高校教諭。桜たちのクラス担任。若く真面目な教師だが、問題児の多い2-Bを担当しているため気苦労が絶えない。クラスで浮いている左門を気にかけていたが、左門に召喚術を見せられたせいで悪魔が視認できるようになってしまい、さらに気苦労を重ねるようになった。

### 悪魔系
悪魔は基本的に人に見えないが、悪魔の存在を認識している人間なら見える。九頭龍の場合、左門が悪魔を召喚する現場を目撃したことをきっかけに悪魔が視認可能になったと説明されている。しかしその場合でも、距離や悪魔自体の大きさなどが関わっているらしく、笑美は未だ悪魔が見えていない様子である。また、サルガタナスやグラシャ＝ラボラスのように透明化して不可視となれる例外もいる。召喚には魔法陣を描く必要があるが、特殊な道具である必要がなく、そういう図形が描かれていれば使用可能である代わりに、使い捨てである上に召喚対象にあったサイズで描かなければならない。これに対して左門は、コピー機や判子で複製したり、プロジェクターで霧のスクリーンに投影したりで対応している。その為、こういった小細工が使えない狭い密室では左門は途端に雑魚になり下がる。
悪魔たちの関係はパーティをひらいたりと仲はかなり良く､左門に対しては「左門召介被害者の会」が作られるほど良く思われておらず左門がいない状況だと平和的である。
ウィルオウィスプ
下級の悪霊。自我を持つ他の悪魔たちと異なり、登場キャラクターというよりも（主に左門やネビロスが）敵を爆撃する攻撃手段として扱われる。靴の裏に仕込める程度の小さい魔法陣でも召喚できる。単行本の番外編では、お札の透かしに仕込んであり、認識した途端に爆撃した。
ブーシュヤンスタ
人を惰眠に誘う力を持つ、ネグリジェを着た女性のような外見の悪魔。通称「ブーやん」。常に目と歯を剥き出したような表情をしており、基本的に「二度寝するでヤンス」としか喋らない。カラーページでは肌の色は薄紫。能力は「起きなきゃいけない時に布団をファサァってしてくる等」と説明されている。まともに発言しないため、何を考えているかは非常に分かりづらく、それなりに付き合いのあるベヒモスでもコミュニケーション不可。ただし、ブーシュヤンスタが惰眠を司る悪魔としては相性が悪いコーヒーを差し入れてしまった時は、無下にも出来ずどうしようかと思案するなど、それなりに真面目な様子を見せている。
左門に召喚されたが地獄に戻されず出しっぱなしにされており、天使ヶ原家では半ば居候のような状態になっている。環には可愛がられており、家の手伝いもしている。攻撃対象である桜には彼女なりに愛着があるようで、祓の力で桜に近づけなくなったときは涙を流し、「不貞寝するでヤンス」と発言した。
桜や他の女性型悪魔とアイドルユニットを組まされた際にはファンと普通の表情で普通に会話しており、桜から「キャラはどうした」とツッコまれていた。
人気投票では18位。
ベヒモス
暴食を司る悪魔。象の頭部に太った体の獣人のような外見が特徴。後述の九頭龍との騒動から、「ベヒモス先輩（または「先輩」という字に「ベヒモス」というルビ）」という通称で呼ばれている。能力は指から発射する「食欲ビーム」。その力は「満腹中枢を破壊して胃腸が破裂するまで食べ物を食わせる」という、迷惑を通り越して危険なレベルなものだと説明されているが、作中では「強烈な食欲を与える」という側面から、主に桜を食材へ誘惑させる左門の報復に利用される。桜には空腹でお腹を鳴らせる程度の効果しか与えられないが、受肉したネビロスがベヒモスの能力を受けた際には立ち上がることすらままならないほどのダメージを受けていた。ブーシュヤンスタ同様、召喚で出しっぱなしにされている。
外見に拠らず冷静沈着でハードボイルドな大人の性格の持ち主であり、お金がなくて腹を空かしている九頭龍にホットドッグを渡したりするなど、紳士的で優しい面もある。ただし一度九頭龍を殺しかねないほど追い詰めたこともあり、そのことは彼も反省していると発言している。また、普段は上司のネビロスや主の左門には敬語で接するも、諸事情で左門と特殊な関係になると口調もサマになってそのキャラに「なりきる」というノリがいい一面も持つ。
ブーシュヤンスタ同様に天使ヶ原家に居着いている様。また、ピアノや料理も上手であり多芸であり、バーテンダーや現場監督も行っている。
「左門召介被害者の会」会員No.14であるが、最近ではむしろ子供の将来を心配する親みたいな心境である様子。
人気投票では14位。
グラシャ＝ラボラス
透明化することができる巨大な有翼の猛犬。ネビロスの直属の部下だが、左門の登下校に使われている。ネビロスはこのことを「毎朝自分のチャリをパクられているような気持ち」と表現した。
パリカー
隕石を操る能力を持つ魔女。能力が「迷惑な出現方法」となっており、スマホで呼び出すと画面が壊れる。過去に祓の学習机を大気圏まで吹き飛ばしたことがあるらしい。
ガープ
地獄の君主。テレポーテーションを得意とする悪魔。地獄のアッシーで、作中では静岡や南米に行く際に召喚された。赤き竜インテリ三銃士の一人で、左門曰く「歩く哲学書」。
全身黒づくめ・マント・常に組んだ腕・鋭い目つきなど全体的に荘厳な雰囲気を纏っているが、意外にノリが軽い。
アバドン
地面に浮かび上がる巨大な口と目だけの悪魔。暴走したベヒモスを止める際に召喚され、ベヒモスを飲み込んで奈落に誘った。
クロケル
「左門召介被害者の会」の一員の悪魔。元天使の地獄の公爵。長い黒髪で顔が隠れており、上半身裸で黒い翼がある。水脈探知、水温操作の能力を持ち、作中ではその能力で霧を出したり、温泉を噴出させている。地獄の湯沸かし器。赤き竜インテリ三銃士の一人。左門曰く「幾何学の魔術士」だが、後述するブエル同様に「今でしょ」と発言しており、「悪魔界の林修」枠を狙っている節がある。
カイム
動物･風･水の会話ができる能力を持つ、剣と長靴を履いた鳥のような外見の悪魔。「左門召介被害者の会」の一員である一方、桜には懐いているようで、彼女が不在の際に召喚されると毎回吹き出し無しで「てっしーおらんの？」が第一声として出てくる。
人気投票では19位。
サブナック
建築を得意としているライオンの頭の獣人のような外見をした悪魔。「左門召介被害者の会」の一員。かつて、猫のための城を作らされたらしい。
シェイプシフタ
変身を得意としている悪魔。対象に触れるとその人物そっくりに変身し、なおかつ性格は本人のものとは正反対となる。そのため、桜に変身した際は毒舌キャラとなり、左門や九頭龍に変身した際は人気者になった。変身された本人が捕まえるか、体力を消耗した状態で第三者が捕まえれば変身が解ける。体力が消耗していない状態で第三者が捕まえていると、今度はその人物に変身する。
変身前後ともに三本のアホ毛とグルグルほっぺが特徴的ではたから見れば割と怪しいが、悪魔を知らない人間からは基本的にその正体に気付かれることはない。
サキュバス
淫魔。見た目は人間の女性とほぼ同じ。ボディコン姿で、まるでバブル時代を彷彿とさせる出で立ちである。召喚には3時間を要し、左門曰く、アポなしで召喚した場合はノーメイクの化物が出てくるらしい。男を誘惑する能力を持つが、その手段は話術とテクニックのみであり、超常の類はない。桜曰く「実質ただあだ名が淫魔の人」。桜と嫌田にモテテクと称した安い合コンテクを授けた（要した時間は1時間）。
桜に淫魔の才能があると考えており、サキュバス事務所に勧誘している。キャバクラも経営しており、悪魔たちが客として訪れる。
ザントマン
全身をローブで覆った姿。誘眠の砂を人々の目に投げつけて眠りを誘う。
イフリート
巨大であるため召喚するには直径何mもある魔法陣を描く必要があり、左門はクロケルが作り出した霧にプロジェクタで魔法陣を投影する、というやり方を使った。
ボティス
地獄の伯爵。牙と二本の角を持つ剣士。長い黒髪をひとまとめにした三つ編みおさげの女性の姿をしており、舌の先端が爬虫類のように割れている。蛇の姿で現れるため小さな魔法陣で召喚できる。その剣はコンクリートの天井をくりぬけるほど鋭い切れ味を持つ。
実は、初期に「被害者の会」の会員として登場している。
人気投票では21位。
グシオン
地獄の大公爵。外見はローブを羽織ったマスコットのような猿。敵意を好意に逆転させる能力を持ち、嫌われ者の九頭龍を人気者にさせた。あくまで敵意を逆転させる能力であって、好意を増すような力はないため、無理して力を出しすぎると敵意は一回転して敵意に戻る。
オロバス
地獄の君主で、チェスのナイトの駒のような外見。能力は霊的守護で、他の霊から召喚者から守る能力を持つ。作中では、左門と桜の仲に嫉妬した下呂たちファンクラブ会員の怨念をはね返した。
ブエル
自然哲学、倫理学、論理学を知り尽くしている悪魔。「地獄の辞典」の絵を可愛らしくしたような外見をしている。赤き竜インテリ三銃士の一人。左門曰く「悪魔界の林修」で「今でしょ」と発言している。
オズ
地獄の大総裁。王様風のマントを羽織った豹のような外見。能力は一時間の乱心で、オズの王冠をかぶせられた人間は自分を王だと思い込み、ワガママな欲求が出てくる。ただし心にもないことを言わせるわけではなく、ワガママの要求も本人が知っている程度のものまで。能力にかかっている時の記憶は解除後も残るため、前後の振れ幅が激しいと後悔に苛まれる。
アガレス
地獄の公爵。外見は鰐の頭をしたスーツ姿の小柄な老人。時間を司る能力を持ち、対象を若返らせたり過去の世界に他者を連れて行く事ができる。かつてはナイルの神だったが、ルキフグスに敗れ彼の直属の配下となる。
シャックス
地獄の侯爵。外見はヒゲを生やしたコウノトリ。人の知覚（五感）を奪い取る能力を持つ。
ダンタリオン
ムルムル
死者の霊を呼び出す能力を持つ悪魔で地獄の大公爵｡
ザガン
外見は背中に羽を生やしたぬいぐるみめいた牛。金属を現地の硬貨に変換する能力を持つ。
十字路の悪魔

#### 赤き竜の六柱
地獄の三大支配者に次ぐ地位にいる大悪魔にして地獄の高官たち。この「赤き竜の六柱」内の序列に3加えたものが、各メンバーの地獄での地位を表している。間違いなく実力者であり仕事はやれば出来るのだが普段は程度の差はあれど、一、二名を除く殆どのメンバーの気が抜けている。赤き竜の六柱の「赤き竜」とは本来ある種の専門用語だが、作品内では彼らの属する組織名である。
ルキフグス
誕生日：12月31日（自称） / 身長：172cm / 好きなもの：深夜帯 / 嫌いなもの：野球中継の延長 / 特技：プラモの仕上げ作業
「赤き竜の六柱」の第一柱（地獄でのNo.4）にして宰相。長髪に「OTAKU」と柄の入った服を着た気弱そうな青年。オタクであり、ネビロスやサルガタナスからはもっと威厳を出せとは言われている。
サキュバスが経営しているキャバクラでさくらと出会い、今までの者たちとは違った柔らかく優しい態度に魅了され恋をする。酒が入ると絡みが入り性質が悪い。アンリからはぼっち同士で親近感を持たれていたが、彼の方はそうでもなかったらしく、対面したときには言い争いになった。
能力は「あらゆる宝物の管理」で、人間界に存在する様々な秘法や名刀を手中に収めているが、とりわけ人見知りが激しい性格と前述のオタク気質から現在は主にフィギュアをコレクションにしているらしい。
普段は頼りないが第一柱の肩書きは実力で勝ち取ったものであり、バラキエルとの戦いでは日本刀を用いて抜群の戦闘力を見せた。
人気投票では9位。
サタナキア
誕生日：3月14日（自称） / 身長：139cm / 好きなもの:気ままな旅行 / 嫌いなもの：見た目で人を判断する人 / 特技：手芸・裁縫
「赤き竜の六柱」の第二柱（地獄でのNo.5）にして大将。通称「ナッキー」。ませた口調で喋る、可愛らしい外見の少女。桜とブーシュヤンスタとボティスと4人でアイドルグループを結成した際にはリーダーを務めた。そのため桜には「リーダー」と呼ばれている。
能力は「女性の魅了」。周囲の人間の女性に自身を崇拝させて服従させてしまう。左門に召喚されることが少なく、主に出店の品を奢ってもらったりと自己満足に使用することが多い。
人気投票では23位。
アガリアレプト
誕生日：2月14日（自称） / 身長：180cm / 好きなもの:内面が美しい人 / 嫌いなもの：タイトな予定 / 特技：ショボい手品
「赤き竜の六柱」の第三柱（地獄でのNo.6）にして司令。通称「アガっち」。シャツにサスペンダーを着た、ハードボイルドな雰囲気の黒髪の男性。
冗談好きで気さくな性格で、ネビロスの苦労をいたわってパーティを開いたりと部下想いである。
能力は「あらゆる機密を暴く」。具体的なモーションは必要無く、アガリアレプトが知りたいと考えたこと（召喚した左門から依頼されたこと）を、既に自身が把握している知識として認識してしまう。非常に強力で随所で活躍するが、宴会芸等ではすごく地味。
人気投票では7位。
フルーレティ
誕生日：アガっちしか知らない / 身長：176cm / 好きなもの：誠実に仕事する人 / 嫌いなもの：熱い食べ物 / 特技：動物のしつけ
「赤き竜の六柱」の第四柱（地獄でのNo.7）にして中将。黒髪のショートカットにメガネをかけたスーツ姿の男性。初登場時ではテレビ局のプロデューサーのような振る舞いをしており、自他供に「中将P」という愛称を使っている。にらめっこが強い。
六柱の中でも一番仕事が出来る上に真面目さも上位であり、赤き竜の経済活動全般を担当している。非常に押しが強い。他の同僚達には辛辣なところがある。また、左門に自身の計画が妨害されても、その映像で数字（動画再生数）を稼いでいる等、利益に執着したしたたかさを見せた。
能力は「あらゆる仕事を一晩で終わらせる」。ただしこれは本人単独の行動に留まらず、他の六柱の悪魔を馬車馬の如く肉体労働させる人材力、ビジネスノウハウの知識を駆使した彼なりの技術によりなせる業である。
人気投票では20位。
ネビロス
誕生日：？ / 身長：190cm / 好きなもの：熟成牛 / 嫌いなもの：不規則なもの / 特技：節約術
「赤き竜の六柱」の第五柱（地獄でのNo.8）の少将。世界中の悪魔を監視し、取り仕切る総監督官。裁判官でもある。ただし幽界の裁判所を使ったのは一度だけであり、作中では主に現場に出向いて一人で無罪・有罪と刑罰を決定し、さらに自らそれを執行（仕置き）している事からわかるように、人間のイメージする裁判官よりもその権限ははるかに大きい。
長髪で眉のない、三白眼の男性の姿をしている。生真面目な性格で、下らない理由で部下たちを召喚する左門とは非常に仲が悪く、たびたび衝突しているライバル。「左門召介被害者の会」の会長でもある。左門からは「バイト少将」、不良からは「ネビキ」と呼ばれている。
悪魔と思えないほど正義感が強く、その守護対象には悪魔だけでなく人間も入っており、癇癪で世界が滅びる規模のインフルを撒き散らすクセのある悪神アンリマユを見て、撒き散らされたら地球がマズイと咄嗟に思ってしまうレベル。
本来、桜は悪魔に命を狙われやすいのだが、キリスト教関係のヤバ死悪魔（致死レベルで危険な悪魔の意味）の襲撃、またそれらから刺客として差し向けられる下級悪魔の襲撃は全て、総監督官であるネビロスが抑えつけているので、桜は普段、彼によってそれらの襲撃から守られている。監視対象である左門に虐げられている桜を救おうと左門を幽界に招いて以来、彼女に好意を抱いている。
かつては人間界でホームレス同然の生活を強いられていたが、喫茶店「カフェKITAZAWA」のマスターに拾われ、ネビ山ネビ夫という偽名で働くようになった。3000歳以上だが、人間（ネビ山）としては28歳。　　
本職は降霊術士（ネクロマンサー）であり、左門と同じくウィルオウィスプを普段の攻撃手段にしている。召喚術士である左門のような魔法陣は不要で空中から複数同時に召喚することができるため、即時連撃での火力を出すことが可能。マステマ戦ではさらにいくつかの強力な術を現在使用している。
宗教の異なるアンリマユのことはいわゆる「他会社の社長」のようなもので、立場的に頭が上がらないが、内心で「ババア」「インフルババア」と呼ぶほど煙たがっている。　　　
受肉状態（人間の身体）は悪魔にとっては仮の身体だが、同時に正真正銘、命のある生身の身体でもある為、マステマ戦では「乱暴な受肉の解き方」により、左門の召喚にあえて応じ、本来の悪魔の姿を地上に現した。解除状態になると服装は軍服にも似たロングコートとなり、髪のボリュームも増えるが左門に頻繁に召喚され続けていた時代を思い出すらしく、逆に疲れてしまうらしい。召喚された状態では左門と非常に息のあった戦いを見せた。　　　
人気投票ではネビロスでは4位､ネビ山ネビ夫では17位。
サルガタナス
誕生日：3月12日（自称） / 身長：165cm（帽子含む） / 好きなもの：スイーツ / 嫌いなもの：暗い雰囲気 / 特技：甘いものは別腹
「赤き竜の六柱」の第六柱（地獄でのNo.9）の旅団長。通称「サル」。シルクハットを顔まですっぽり被ったスーツにスカート姿の女悪魔。快活だが間の抜けた性格で、大のスイーツ好き。別名「スイーツ旅団長」。3000歳以上。
ネビロスに憧れており、ネビロスの力になろうとするもその本質がそもそも「天然で事態を悪化させる」というものであるため、ろくなことにならない。また、左門のことを自分からやってきた（召喚されていないので服従ではない）状態で様づけして気軽に話しかけているので、便利に使われている割には嫌っていない様子。　　　
能力は「鍵の開錠」の他、「透明化、盗聴、瞬間移動」など隠密行動や暗殺に特化した多彩なスキルを持つ。ネビロスの後輩であり序列が1つ下だが、左門からは「ネビロスの百倍荒事に強い」とも言われており、実際にネビロス自身も彼女の実力については信頼している。
作者の沼曰く、登場する度にデザインをマイナーチェンジしているとのこと。　　　　
人気投票では10位。

#### 地獄の三大支配者
サタン / ルシファー　
三大支配者の一角。シルエットのみ登場している。　　　
ベルゼビュート
誕生日：もう忘れた / 身長：170cm / 好きなもの：アイス、飴 / 嫌いなもの：退屈 / 特技：早食い　
六柱を束ねる三大支配者の一角で、軍事に於いて絶対的な権力を有する武断派。フルーレティは直属の部下。
見た目に違わず気性が荒く、戦争を「ケンカ」と豪語する好戦的な性格。
何かにつけて「クソ◯◯」と付ける癖があるが、本人は「クソ」や「蝿」と言われるとキレる。
ただし気性が荒いだけのチンピラではなく、左門の無茶振りじみた執拗なハンデ要求に文句も言わず答えるなど王としての度量の大きさも見せる。アンリとは長年のライバル関係であるが腑抜けたと想い、左門を盾にアンリを幽界に幽閉した。ゾロアスター教の悪神達の報復の可能性も視野に入れたり、左門の戦術を軽んじることなく客観的に観察し真っ当に評価するなど思考は結構冷静。アンリを心底ライバル視しており、昔と比べ彼女の牙が抜けたと判断し左門に敵意を向け、両者の間に因縁を生む。なお執拗なアンリへの敵対心による彼女への理解力もあり、部下からは「好きなのでは？」と思われた。　　　
アスタロト
地獄の支配者の一角。名前とシルエットのみ登場しており、ネビロスの上司にあたる。

#### ゾロアスター教悪魔
アンリ＝マユ
誕生日：？ / 身長：154cm / 好きなもの：ネガティブなもの / 嫌いなもの：声のでかいヤツ / 特技：大概のものに嫉妬できる
ゾロアスター教悪魔のトップである悪神。ツインテールに褐色肌の美少女の姿をしている。巨乳。一人称は「余」で古風な喋り方が特徴。疫病を撒き散らす力を持ち、近年はもっぱら新型インフルエンザを流行らせている。その能力のせいで地獄では常に独りぼっちであり、深淵に篭ってやさぐれた生活を送っていた。ネビロスからは心中で「インフルババア」と呼ばれている。かつて左門に召喚されて優しくされたことで彼に好意を抱くようになり、遂に召喚されなくとも勝手に会いに来るようになった。左門と一緒にいる桜を恋敵と思い込み(左門と一緒に)攻撃を仕掛けたが、ある一件で仲良くなり友達同士になる。最近は笑美や悲恋とも仲良くなっている。　　　
性格は少々ツンデレかつ恥ずかしがり屋で暴走しやすく、どこかずれたところもある。ボッチをこじらせた独特な思考を抱えており、リア充っぽいイベントには空気参加したり友達絡みであらぬ方向に突っ走ったりする場合がある。人間相手には尻込みすることが多い一方で、ネビロスなど同類相手には容赦がない。気分が激しく落ち込むと人類を滅ぼそうとしたりするなど、危険悪魔らしい凶悪性を見せる。　　　　
人気投票では6位。
アカ=マナフ
ベレー帽のような外見をした悪魔で、洗脳などを得意としている。潜入もしくは店などにいる人物を洗脳に呼び出されることが多い。ゾロアスター教の悪魔でアンリの部下であり、アンリの話し相手にもなっている。
アパオシャ
干ばつを引き起こす能力を持つ、黒馬のような姿のゾロアスター教の悪魔。梅雨の湿度に耐えかねた左門により召喚される。

#### マステマ一派
悪魔マステマと、彼に勧誘されて傘下に下った悪魔たち。左門や「赤き竜」と敵対し、マステマが算文山に築き上げた「試練の塔」にて左門とネビロスを待ち構える。
マステマ
誕生日：不明 / 身長：180cm / 好きなもの：自己犠牲 / 嫌いなもの：権力志向 / 特技：誘惑と暗躍
マステマ編の首謀者。人々に誘惑と試練を与え、誘惑に負けた者を地獄へ、試練に打ち勝つ者を天国へ導くとされる悪魔で、ネビロス曰く「人間の信仰心を試す、謂わば神に仕える必要悪」。外見は穏やかな優男だが、名がヘブライ語の「敵意」に由来する通り倫理を脱した歪んだ思想を持っており、その言動は桜を本能的に戦慄させた程。誘惑に負けた人間は、欲を失って無気力無関心の抜け殻と化し、やがて「食欲」などの生命に必要な生理すらも放棄して衰弱してしまう。かのジャンヌ・ダルクを聖女に仕立て上げて焼死刑の末路に導いた張本人であり、現在におけるジャンヌと「同じ匂い」がする善心を持つ桜を拉致、彼女を燃やしてジャンヌの悲劇を再発させようとしていた。同時に桜という人間を特定する過程で九頭龍を含む街の人々を誘惑で堕落させ、さらには「赤き竜」の「堕天使」に分類される悪魔たちと接触、「自身に従えば堕天から解放して天国へ戻す」と勧誘し、その要求を断った悪魔たちを次々と襲撃し、「赤き竜」に大打撃を与えた（瞬間移動能力を持つガープだけは無傷だった）。
拉致した桜を人質に算文山に塔を築き、桜救出に向かう左門たちを「試練」として観察。3体の配下を退けて最上階に一足先に上がった左門と交戦。彼の不意打ちと含めた様々な召喚術を機転や単純なパワーで相殺し、さらにアンドラスから受けたダメージで合流が遅れたネビロスすらもあっさりと即死に追い込んでしまう。だが、殺されたことで「受肉」という制限から解放された本来のネビロスを左門が召喚しなおしたことで2人のコンビネーションに圧倒されるも、実は自分の存在も陽動であることを明かし、桜を聖女にさせる「最初の試練」として自らの眷属の死霊の大群を街に落下させ、堕落した人間たちを滅ぼそうとする。しかし、それも陰で奔走していた祓と他の六柱たちの共同戦線（「全知」のアガリアレプトによる敵の目的の予知、「業務完遂」のフルーレティによる大量の塩の確保、「女性魅了」のサタナキアによる人材確保）によって生み出された「盛り塩ビーム」で相殺され、自身も左門とネビロスの止めの一撃により完全に撃破された。敗北後、その身柄は危険と判断したネビロスや左門により、左門が召喚したアバドンの体内へ幽閉される。なお、今回のマステマの暴走で人間や悪魔が被害にあったことで天国と地獄のトップたちが集う緊急会議が開かれたらしいが、上記のマステマの異常な人格を天国側が理解していたこともあり、両者の関係がそれ以上悪化することはなかったらしい。
メドゥーサ
「その眼を見た者を石に変える」ことで有名な蛇髪の女悪魔。「試練の塔」にて第一の刺客として左門とネビロスを待ち構えるが、「元々石の存在には石化が通じない」という弱点から、左門が召喚したガーゴイルによって戦闘する描写もなく（監視していたマステマが余所見していた刹那に）撃沈した。
バラキエル
「人間の女性に恋したことで堕天した」とされるグリゴリの天使の一角。「神の雷光」を意味する名の通り、人間ならば即死レベルの落雷を放つことができる。非常にプライドが高く、「堕天使」呼ばわりされると激しく激昂する。第二の関門として左門たちを迎え撃つが、左門が代打として召喚した「恋する悪魔」を自称する戦闘モードのルキフグスと交戦。地獄で第4位の地位を実力で勝ち取ったルキフグスの本気に手も足も出ず、一方的に完敗した（ただしルキフグスが本気を出した動機は「ご褒美に桜さんにキスしてもらう」という邪な下心であり、左門やネビロスが白けたどころか桜本人も「もやもや」のせいでその完全勝利に納得がいかなかった）。
アンドラス
タキシードを着た粗暴な大男。「暴力」という言葉の権化であり、周囲を敵味方関係なく殺戮することから「皆殺しのアンドラス」という異名を持つ。元は「赤き竜」に属する悪魔だったが、強い自分がふざけた連中が多い六柱たちの下に仕えていることに嫌気が刺し、マステマに寝返った（これを聞かされたネビロスも「多少」とアンドラスの主張に同情している）。
マステマ編序盤ではマステマ討伐の刺客として派遣されていたサルガタナスに重傷を負わせ、後の「試練の塔」の第三の刺客としてネビロスと対峙する。当初は無駄な争いを避けて仲間として引き戻そうと誘うネビロスの交渉を一蹴し、一方的なリンチを加えながら自分がサルガタナスを襲った張本人であることを暴露し、彼女のことも侮辱した。しかし、「実際のサルガタナスはマステマ討伐ではなく、裏切っていたアンドラスの説得に赴いてそれも反対した彼に無防備に倒されていたこと」、「正確な情報網を持つアガリアレプトによって既に自分の裏切りが露呈していたの無傷だったこと」、「逆に皆殺しの異名を持つ自分に倒されたサルガタナスは存命だったこと」からネビロスに「実は弱いのはアンドラスの方で、嘗ての仲間を想うサルガタナスたちの慈悲で踊らされているだけ」という事実を指摘されて激情するも、サルガタナスの想いを踏みにじったことが立証されたことで堪忍袋の緒が切れたネビロスの怒りの一撃で倒された。受肉中で本来の姿から弱体化しており、しかも自分の猛攻を受け続けて深手を負っていたはずのネビロスの攻撃に完敗したことで、自身の強さが六柱に劣ることが露わになった。

### 妖怪系
グレムリン
機械いじりを得意としている西洋の妖怪。
おばりよん
体重増加を得意としている狐のような外見の妖怪。笑美の妨害のため左門が召喚した。
茨木童子
誕生日：平安時代ごろ / 身長：185cm / 好きなもの：“気”の“強”いオンナ / 嫌いなもの：“ナヨナヨ”した男 / 特技：意外とマメ
平安時代の京都を脅かした鬼の一人。いわゆるヤンキーの姿で、算文一帯を仕切っている。
ネビロスとは昔からの知り合い。冷酷残忍で凶暴な性格だが、ネビロスに果たし状を渡したり、廃墟のビルに呼び出し桜を鎖で縛ったりとベタなヤンキー漫画のようなノリが多い。また、喋りの中に「“　”」や漢字読みに当て字を使ったり、頭の上に「!?」をつける癖がある。そのためネビロスからは｢面白いノリ」と思われており、ネビロスと桜は笑いをこらえていた。桜を人質にしてネビロスと対決するが、ネビロスと左門の共闘によって敗れる。
上記のように“気”の“強”いオンナが好みであり、悲恋に好意をよせているが、話自体を聞いてもらえないためなかなかうまくいかない。
最近は悲恋関連で左門らに協力を打診しにくるが、特に左門には本気で嫌がられているが、彼の得意なギターの腕前を見込んでバンドにさそった際、こころよく協力している。
左門・ブーシュヤンスタ･ベヒモスとの｢鬼ゃん子（おにゃんこ）」というバンドを組んでいる。
人気投票では20位。
ガーゴイル
全身が石でできた西洋の妖怪。

### 主要人物の家族
天使ヶ原 環（てしがわら たまき）
桜と輪の母。非常に大らかな人物で、左門と九頭龍が突然訪問した際も笑顔でもてなした。穏やかだが親としての地位はあり、娘たちは彼女に頭が上がらない。
家に出入りしているベヒモスやブーシュヤンスタにも普通に接し、家の手伝いもさせるなど完全に飼い慣らしている。左門と九頭龍曰く、「天使ヶ原家のラスボス」。娘同様モテる｡
人気投票では16位。
天使ヶ原 輪（てしがわら りん）
誕生日：2月17日 / 身長：150cm / 好きなもの：姉 / 嫌いなもの：ナンパ / 特技：スポーツ全般
桜の妹で中学3年生。金髪のヤンキー。不良グループ「仏血霧（ブッチギリ）」の頭目（ヘッド）で、「二中の破壊天使」の異名を持つ。
常に金属バットを持ち、その凶暴さで九頭龍と左門を圧倒しモンスターと恐れられたが、姉の桜と母の環には全く頭が上がらない。怒ったときの桜を前にすると恐怖で涙目になるが、普段の姉妹仲は非常に良好で一緒に入浴することもあるほど。桜同様子供好き。左門と九頭龍曰く、「天使ヶ原家のザコ」。
人気投票では5位。
天使ヶ原 円（てしがわら まどか）
誕生日：8月8日 / 身長：181cm / 好きなもの：家族 / 嫌いなもの：反抗期 / 特技：どんな遠目にも娘を判別できる
桜と輪の父で環の夫。爽やかなエリート会社員。元ラグビー部主将。
会社では人望のある優秀なサラリーマンで、家庭でも家族を第一に考える父親の理想像のような人物だが、桜のことを「天使」と称するほど溺愛しており、それゆえ暴走することもしばしば。
桜の彼氏と勘違いしている左門のことを敵視しており、その感情はもはや憎悪、殺意に近い。
彼もまた妻の環には頭が上がらない様子。
左門 召呼（さもん しょうこ）
誕生日：9月15日 / 身長：171cm / 好きなもの：子供 / 嫌いなもの：卑屈 / 特技：サバイバル
左門召介の母。祓魔士（エクソシスト）を生業とする豪快な人物。頭のトンガリは2本。

### その他
マスター
カフェ「KITAZAWA」の店長。ビザのない外国人同然のネビロスを店員として雇う、人情味あふれる人物。また、詳しい事情を知らないにもかかわらず、ネビロス自身がカフェで働くことを内心恥じていたことを見抜くなど人を見る目もある様子。彼に店員としての誇りを授け、研修を卒業させて正式なバイトとして雇う。
ネビロスの人格を買っており、彼が長期間バイトに出られなかったときも、他のバイトを雇わずに彼の復帰を待ち続けるほど。
橋下っちゃん（はしもっちゃん）
橋の下で捨てられていた黒猫。名前は左門が命名。外見とは裏腹に冷静沈着なハードボイルドな性格で桜からは「橋下ちゃんというより橋下さんだよ」とツッコミを入れられている。当初は毎日橋の下で左門が餌の缶詰を持って行き可愛がっていたが、最終的に2人の親子に拾われていった。
富所 厚（ふところ あつし）
NARIKIN都市開発社長。金に汚いと評判が悪く、算文山の開発計画を強引に進めようとした。ノラ猫のすみかがなくなることを危惧した左門が妨害したため計画は頓挫し、のちに失脚した様子。
巨大電気ナマズ
深淵の深くに住んでいる巨大な電気ナマズ。アンリによって一本釣りされ、おにぎりの具にされた。
六つ子（松野 おそ松・カラ松・チョロ松・一松・十四松・トド松）、弱井 トト子、イヤミ
コラボ漫画『サモ松さん』で登場。『おそ松さん』からゲスト出演した、主人公の六つ子たちとそれを取り巻く人たち。
詳細はおそ松さん#登場人物を参照。
SPEAR(ヤス)
ナンチャン
マイケルジャクソンの霊

## 書誌情報
- 沼駿 『左門くんはサモナー』 集英社〈ジャンプ・コミックス〉、全10巻
  1. 「左門くんは私が嫌い」2016年1月9日発行（1月4日発売[集 1]）、ISBN 978-4-08-880588-7
  2. 「左門くんは少しずつ大人になる」2016年3月9日発行（3月4日発売[集 2]）、ISBN 978-4-08-880634-1
  3. 「左門くんは三国志では董卓が好き」2016年4月9日発行（4月4日発売[集 3]）、ISBN 978-4-08-880675-4
  4. 「左門くんは川に帰れ」2016年6月8日発行（6月3日発売[集 4]）、ISBN 978-4-08-880722-5
  5. 「左門くんは命乞いの時の顔が見苦しい」2016年9月7日発行（9月2日発売[集 5]）、ISBN 978-4-08-880780-5
  6. 「左門くんは破局を目指す」2016年10月9日発行（10月4日発売[集 6]）、ISBN 978-4-08-880810-9
  7. 「左門くんは頑張り屋さん」2016年12月31日発行（12月31日発売[集 7]）、ISBN 978-4-08-880888-8
  8. 「左門くんはアンリさんが好き」2017年3月8日発行（3月3日発売[集 8]）、ISBN 978-4-08-881024-9
  9. 「左門くんはもう」2017年5月7日発行（5月2日発売[集 9]）、ISBN 978-4-08-881074-4
  10. 「僕は君が」2017年8月9日発行（8月4日発売[集 10]）、ISBN 978-4-08-881197-0

上記の他、『おそ松さん』（漫画：シタラマサコ）とのコラボレーション漫画「サモ松さん」が『ジャンプGIGA』（集英社）2016年vol.2に掲載され、本作の単行本6巻、『おそ松さん』の単行本2巻（2016年9月23日発売、ISBN 978-4-08-845648-5）にそれぞれ同内容のものが収録された。